# Индонежански рат за независност
Индонежански рат за независност (инд. Perang Kemerdekaan Indonesia; хол. Indonesische Onafhankelijkheidsoorlog) био је герилски и војни сукоб на територији тадашње колоније Холандске Индије (данашња Индонезија). Индонежански националисти су прогласили независност и образовали Републику Индонезију 17. августа 1945, у време јапанске окупације, а циљ који су поставили пред себе је био пуно међународно признање, повлачење страних трупа, као и социјална револуција. Иако су се борили и против Јапанаца, холандска влада је то одбацила и одговорила тако што их је прогласила сарадницима окупатора. Након капитулације Јапана и повратка савезничких снага, отпочели су сукоби ширих размера након што су устаници одбили да прихвате поновну холандске владавину, те су наставили герилску борбу за независност.
Четворогодишњи војни сукоб је изазвао велика материјална разарања и високе људске жртве. Слабо опремљени устаници су контролисали већину руралних делова земље али нису имали снаге да остваре све циљеве војним путем јер су холандске снаге контролисале све веће градове, путеве и индустријска постројења. Међутим, до 1949 се Холандија нашла под снажним дипломатским притиском, након чега је била приморана да призна независност Индонезије и да се повуче. Рат је донео велике етничке и демографске промене, пропраћене ратним злочинима. 
Током рата је погинуло и умрло до 100.000 бораца и цивила. Националисти су и након рата вршили прогоне и ликвидацију холандских сарадника, али и комунистичких симпатизера.

## Позадина
Холанђани су територију данашње Индонезије почели колонизовати око 1602, а до 1800 су основали своју колонију Холандску Источну Индију. Становништво на тој територији је било изузетно сиромашно и додатно експлоатисано, што је довело до развитка тежње за независношћу. Ове тежње су дошле до изражаја почетком 20. века, а националисти су користили верске и социјалне мотиве како би у народу распламсали жељу за устанком. 
Поједини су сматрали да Индонезија сарадњом са Холанђанима може оезбедити себи бољи статус и аутономију без проливања крви али су ипак преовладали они екстремнији који су позивали на општи устанак и пуно протеривање Холанђана. Најистакнутији су били Ахмед Сукарно и Мохамед Хата, двојица младих прозападних националиста школованих у високим холандским школама. Њих двојица су се уздигли на политичкој сцени крајем 1920-их након што су комунистичка и исламистичка партија забрањене. 
Холанђани су убрзо почели гонити и националисте јер су позивали на устанак, те је Сукарно 1930. осуђен на четворогодишњу робију. То га је начинило изузетно популарним међу цивилним становништвом, а његови пратиоци су ишли по селима и прикупљали подршку. По изласку се сукобио са својим саборцем Мохамедом Хатом који је сматрао да борбу треба водити политичком агитацијом и едукацијом народа док је Сукарно тврдио да треба чекати погодан тренутак и тада дићи општи устанак. 
Сукарна су власти 1933 поново ухапсиле и протерале га на острво Флорес, а 1938 на Бенгкулу. Сукарно се тамо приближио члановима верске организације Мухамадијах, присуствовао је њиховим учењима, а касније на њих преносио националистичке идеје.
Рат на Пацифику и јапанска окупација Холандске Индије су отворили пут националистима који су искористили јапанску власт како би учврстили своје позиције и прибавили наоружање за устанак. Холанђани су планирали да Сукарна поведу у Аустралију али су га у повлачењу оставили, након чега је он започео сарадњу са Јапанцима. Није био нарочито вољан томе јер су Јапанци приморали неколико милиона Индонежана на присилан рад, а велики број је умро, какогод Сукарно је сматрао да је мања штета од јапанске него од холандске владавине. Заузврат, Јапанци су му одобрили да шири национализам али и да се обрачунава са комунистима које је сматрао највећом претњом уколико дође до устанка. 
Новембра 1943, Сукарно и Хата су стигли у Токио, где их је одликовао лично јапански цар Хирохито, а присуствовали су и на вечери у кући премијера Хидекија Тоџоа. Нови јапански премијер Куниаки Косо је 7. септембра следеће године обећао независност Индонезији али тачан временски рок није прецизиран. Савезници су Сукарна већ сматрали једним од највећих колаборациониста, о чему је он касније забрањивао да се говори.
Јапанци су 29. априла 1945 одобрили оснивање радне комисије за независност, која је 7. августа прерасла у комисију за припрему независности и писање устава. Јапанске снаге у Индонезији су се капитулирале 15. августа, млади националисти су од Сукарна захтевали да одмах прогласи независност. Он је спремио прокламацију и два дана касније пред окупљеним народом је прогласио независност Републике Индонезије. Ова вест се брзо проширила, иако су Јапанци покушали да то спрече. Сукарто се 19. августа на једном пољу обратио маси од милион људи, што је показало да је његов покрет имао масовну подршку, барем на Јави и Суматри. Јапанци су по уговору били дужни да одржавају ред до доласка савезника, међутим они су масовно предавали своје оружје националистима и повукли се у своје касарне очукујући савезнике. У овом кратком периоду, националисти су на овим острвима успоставили своју власт и несметано су започели кампању етничког чишћења, а на мети су се нашли Европљани, Кинези и домаћи издајници.